# 山河水
《山河水》是中国音乐人窦唯的第三张音乐专辑。原名《潸河水》，由于唱片公司不同意，改名为《山河水》。

## 介绍
这张专辑窦唯用了大量MIDI设备所铺设出的效果去制作，又融入了中国古典音乐元素，与《艳阳天》一起并列作为窦唯氛围电子的开始。

## 曲目
| 曲序 | 曲目       |
| ---- | ---------- |
| 1.   | 山河水     |
| 2.   | 美丽的期待 |
| 3.   | 风景       |
| 4.   | 三月春天   |
| 5.   | 融化       |
| 6.   | 哪儿的事   |
| 7.   | 拆         |
| 8.   | 消失的影像 |
| 9.   | 竹叶青     |
| 10.  | 出游       |
| 11.  | 晚霞       |

## 制作群
制作人：窦唯
词曲：窦唯
编曲：窦唯
MIDI编辑：张亚东
吉他：窦唯、张亚东、龙隆
录音：金少刚